# Cryptic Wintermoon
I Cryptic Wintermoon sono un gruppo musicale black metal tedesco formatosi a Münchberg nel 1993 da alcuni membri di un'altra black metal band, i Black Prophecies. 

I Cryptic Wintermoon hanno finora pubblicato una demo, un EP, uno split e 4 album. I loro testi trattano principalmente di argomenti quali la guerra e anti-religiosi.

Attualmente non sono sotto contratto con una casa discografica e stanno lavorando indipendentemente.

## Discografia

### Album in studio
- 1999 - The Age of Cataclysm
- 2003 - A Coming Storm
- 2005 - Of Shadows... And the Dark Things You Fear
- 2009 - Fear

### Demo
- 1995 - Voyage Dans la Lune

### EP
- 1997 - Cryptic Wintermoon

### Split
- 1998 - Franconian Frost

## Formazione

### Formazione attuale
- Ronny Dörfler – voce, tastiera
- Larsen Beattie – chitarra
- Michael Schürger - chitarra
- Orlok – basso
- Andreas "Goatie" Schmidt – batteria
- Andrea Walther – tastiera

### Ex componenti
- Bernd Seeberger – voce
- Jochen Kressin – chitarra
- Jens "Jason" Löhner – basso
- Gary Kietz – basso
- Christian Reichel – basso
- Christian Ender – basso
- Marek Karakasevic – batteria
- Alexander Pöhlmann – batteria